# Trzęsienie ziemi na Wyspach Samoa (2009)
Trzęsienie ziemi na Wyspach Samoa (2009) – trzęsienie ziemi, jakie 29 września 2009 roku nawiedziło archipelag wysp Tonga. Moc wstrząsu określono na 8,1 magnitudy. Powstała w wyniku trzęsienia seria fal tsunami zabiła w całym regionie Oceanii 192 osoby.

## Zdarzenie
Epicentrum wibracji zlokalizowano w odległości 190 kilometrów na południe od stolicy Samoa, miasta Apia. Ognisko wstrząsu mieściło się osiemnaście kilometrów pod dnem Pacyfiku. Z powodu dość dużego oddalenia od archipelagów, sam wstrząs nie spowodował poważniejszych zniszczeń czy uszkodzeń konstrukcji na lądzie. Wibracje odczuto jednak na znacznych obszarach południowo-zachodniej części basenu pacyficznego – m.in. na wyspach Wallis i Futuna.

## Tsunami
Kilka minut po wstrząsie, w wybrzeża Samoa, Amerykańskiego Samoa i Tonga uderzyły fale tsunami – najwyższa z nich liczyła 3,14 metra wysokości (pomiaru dokonano w Pago Pago na Samoa Amerykańskim).
W wyniku przejścia fal śmierć poniosło 192 ludzi: 149 osób na Samoa (wysokość fali w Apia równała się 1,4 metra), 34 osoby na Samoa Amerykańskim i dziewięć osób w Niuatoputapu na wyspach Tonga.